# エロティック・ハウス/愛奴
『エロティック・ハウス/愛奴』（原題：愛奴、英題：Intimate Confessions of a Chinese Courtesan）は、1972年製作の香港映画。香港映画初のレズビアン映画。

## キャスト
- 愛奴（アイヌ）：リリー・ホー
- ユエ・ホア
- ベティ・ペイティ